# محمد العسري
محمد العسري (1957 -) هو مغني مغربي للفنون الشعبية، ومؤسس الفرقة الموسيقية أوركسترا العسري الشهيرة.

## حياته ونشأته
من مواليد مدينة فاس ، أصبح معروفًا في أوائل الثمانينيات بفضل  أغنيته "شوفو مالي ومال حالي" ، التي حققت نجاحًا باهرًا وسمحت لأوركستراته باكتساب سمعة واسعة. وفي الواقع، لقد فتح له طريق واعد في رحلته الفنية بدعم كبير من المقربين منه. في حفلات الزفاف، لا يزال محمد العسري من أوائل المطربين الذين قدموا أنماطًا مختلفة من الموسيقى المغربية، بما في ذلك الملحون وعيساوة والأندلسي والشعبي والشقوري.

## مسيرته
- مؤسس "أوركسترا العسري " الشهير ، وهو أحد أرقى ممثلي الموسيقى المغربية ولا سيما أسلوب الشعبي.

- يعتبر محمد عسري أول من نظم الفن الشعبي في المغرب وأعطاه صبغة راقية.[3]

## الفرقة الموسيقية
أركسترا عسري مجموعة رائدة على مستوى تهذيب الفن الشعبي وتقديمه على الوجه الأكمل للجماهير المغربية والعربية ونجحت في استقطاب جمهور واسع وقد أحيت العديد من السهرات والحفلات والأعراس والعديد من المناسبات العامة والخاصة.
راوحت الأوركسترا بقيادة الفنان محمد العسري بين مختلف الأنماط الموسيقية، رغم تخصصها في الفن الشعبي. ويعود لها الفضل في إحياء فن العيساوة مما جعلها تكون مجموعة متنوعة وثرية على مستوى إنتاجها الفني، وتصبح محل متابعة وطلب من طرف جمهور واسع تجاوز حدود المغرب ليمتد إلى الجزائر وأوروبا حيث الجالية المغربية المتعطشة للكلمة واللحن المغربي الأصيل.
يحظى محمد العسري بحب وتقدير العديد من المتابعين للساحة الغنائية المغربية، ويعتبر خليفة للفنان عبد العزيز الكنار، حيث تميّز بعزفه على آلة الكمان وأدائه الرائع. وقد اشتهر بأغنية يوم المعاد خلاني وسافر الغزال وقد اعتبره البعض كسفير للأغنية الشعبية المغربية الفاسية.
يعتبر محمد العسري من الفنانين الدين نقشو إسمهم في الساحة الفنية المغربية حيث يتوفر على أوركسترا عالية ترافقه في كل الحفلات ويتميّز محمد بإحساسه الراقي وخلقه العالي وقد اكتسب شهرة عالمية بدون اقترابه للقنوات المغربية وذالك يرجع إلى انغلاقه على نفسه وتركيزه على ما يقدمه لجمهوره، ومن ألبوماته المشهورة «هايلي هايلي»، «ما عندي زهر» والأخير «سولوه»